# Cemetery-H-Kultur
Die Cemetery-H-Kultur ist eine bronzezeitliche Kultur, die schwerpunktmäßig um 1700 v. Chr. im Norden der Indus-Kultur (im westlichen Punjab in Indien und Pakistan) verbreitet war.

## Typlokalität und Etymologie

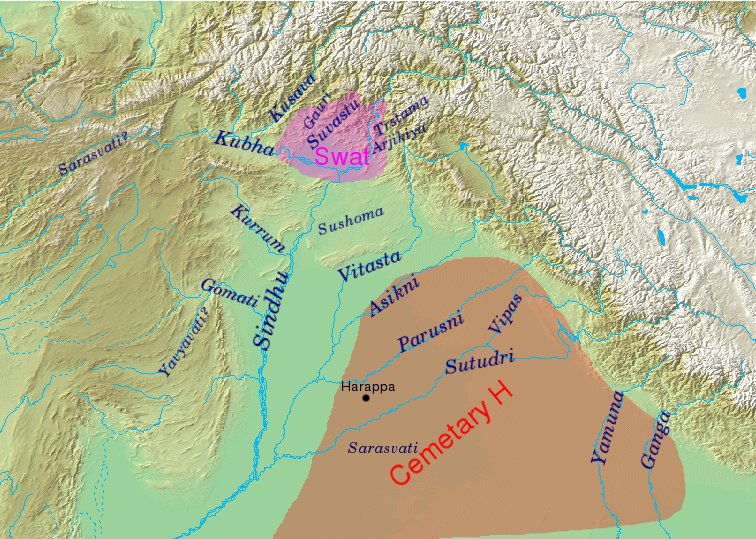
Verbreitungsgebiet der Cemetery-H-Kultur im Norden des indischen Subkontinents

Die Typlokalität der Cemetery-H-Kultur befindet sich in Harappa. Ihren Namen erhielt die Kultur von einem Friedhof (engl. cemetery), der sich im Ausgrabungsareal H von Harappa befand und mit Bestattungsurnen überfüllt war.

## Zeitliche Stellung
Die Cemetery-H-Kultur bildet einen Teil der Spätphase von Harappa (Harappa 4 und Harappa 5). Sie gehört ferner zur Punjab-Phase, die eine der drei Phasen darstellt, welche für die Lokalisierungsära (engl. localization era) der Indus-Zivilisation ausschlaggebend sind.
Überreste der Cemetery-H-Kultur konnten auf den Zeitraum 1900 bis 1300 v. Chr. datiert werden. Manche Experten betrachten sie zusammen mit der Gandhara-Grabkultur und der Ochre-Coloured-Pottery-Kultur als Kern der Vedischen Zivilisation.

## Verbreitungsgebiet
Das Hauptverbreitungsgebiet der Cemetery-H-Kultur lag an den Indusoberläufen Chanab, der die nordwestliche Grenze bildete, am Ravi, entlang dem Sarasvati sowie am Satluj und am Beas. Von hier erstreckte es sich aber weiter nach Osten bis an die Yamuna und an den Ganges (Doab). Keramikreste der Cemetery-H-Kultur wurden in Nordpakistan bis in die Swat-Gegend angetroffen, wo eine Vermischung mit lokalen Stilen beobachtet werden kann.

## Beschreibung
Zu den herausragenden Merkmalen der Cemetery-H-Kultur gehören:
- Feuerbestattung der Verstorbenen. Knochenreste wurden in bemalten Keramikurnen aufbewahrt. Die Cemetery-H-Kultur unterscheidet sich somit fundamental von der Indus-Kultur, die ihre Verstorbenen in Holzsärgen beisetzte. Die Urnenbeisetzungen und die Bestattungen in Holzsärgen waren in etwa gleichzeitig nebeneinander erfolgt.
- Rote Keramik, auf die mit schwarzer Farbe Antilopen, Pfaue usw. oder auch Sonnen- und Sternmotive aufgemalt wurden. Bei älteren Exemplaren war noch eine unterschiedliche Oberflächenbehandlung erfolgt.[3] Dieser sehr symbolische Dekorationsstil fand eine weite Verbreitung und etablierte eine neue kunsthandwerkliche Tradition.
- Reis wurde jetzt zum Hauptnahrungsmittel. Bis ca. 2200 v. Chr. wurde in der späten Harappa-Phase noch vorwiegend Wintergetreide wie Weizen und Gerste angebaut. Der Reisanbau erfolgte jetzt im Sommer während der Monsunniederschläge.
- Zur Errichtung von Häusern wurden weiterhin Tonziegel verwendet.
- Abreißen von Handelsbeziehungen. Offensichtlich war es im Verlauf der Cemetery-H-Kultur zu einem teilweisen Zusammenbruch des während der Indus-Kultur etablierten Handelsnetzes gekommen, da beliebte Materialien wie vom Indischen Ozean importierte Meeresmuscheln nicht mehr vertrieben wurden. Die Verbindungen zum Indischen Ozean und zu den westlichen und nordwestlichen Hochländern (Pakistan und Afghanistan) rissen offensichtlich ab. Aus Afghanistan stammende Schmuckperlen aus Lapislazuli und Türkis werden jetzt nur noch selten in den Siedlungen angetroffen, das Gleiche gilt für Karneol aus Kutch und Gujarat; Meeresmuscheln für Schmuck- und Ritualgegenstände verschwanden ebenfalls. Überdies fehlen jetzt charakteristische Steinbohrer zur Bearbeitung harter Steinperlen.
- Im Gegenzug verfeinerte sich die Fayenceherstellung und zusätzlich wurde Glas produziert – beides möglicherweise als Kompensation für fehlende Rohstoffe wie Lapis Lazuli, Türkis, Muscheln und Karneol. Dem Lapis Lazuli ähnelnde Fayence diente nämlich als Ersatz für dunkelblaue Steinperlen. Aus Glas wurden glänzende, rot-orange Perlen erzeugt, die ihrerseits den fehlenden Karneol ersetzten. Aus Fayence entstanden außerdem weiße Perlen und Anhänger als Imitation echter Muschelschalen. Diese technischen Neuerungen spiegeln ein kreatives Umfeld, das sich durch die Nachfrage einer städtischen Oberschicht nach Statussymbolen gebildet hatte.
- Physiologische Studien zeigen, dass die Menschen der Cemetery-H-Kultur eindeutige Affinitäten mit den Menschen der Indus-Kultur an den Tag legen.[4]

Die Praxis der Feuerbestattung war in Indien ein Novum. Hierauf beziehen sich auch die Veden, die beispielsweise im Rigveda (RV 10, 16, 14) Vorfahren erwähnen, welche sowohl verbrannt (agnidagdha) als auch unverbrannt (anagnidagdha) beigesetzt wurden. Die unterschiedlichen Bestattungsmethoden und der neue Keramikstil bedingen nicht nur einen Wechsel in den religiösen Vorstellungen der damaligen Menschen, sondern auch neue wirtschaftliche und politische Organisationsformen. Dieser Wechsel war jedoch gradueller Natur. Eine gewisse ideologische Kontinuität zeigt sich im Schmuck, der trotz der Versorgungskrise in „neuem Gewand“ überdauerte. Dies könnte bedeuten, dass die Elite der späten Harappa-Zeit aus angestammten Gemeinschaften in Harappa selbst hervorging oder aus einer Synthese von ortsansässigen und fremden Elementen resultierte.

## Siedlungen
Auch wenn bisher noch keine großen Flächenausgrabungen erfolgt sind, so legen bisher bekannte Siedlungsmuster nahe, dass eine drei- oder vierschichtige Siedlungshierarchie und auch städtische Zentren weiter fortbestanden.
Der Archäologe Kenoyer gibt zu bedenken, dass die Cemetery-H-Kultur im Vergleich zur Indus-Kultur nur eine Schwerpunktsverschiebung der Siedlungsorganisation herbeiführte und nicht – wie so oft behauptet – auf einen kulturellen Bruch, einen Verfall der städtischen Kultur, eine Invasion Fremder oder ein Verlassen des ursprünglichen Siedlungsplatzes zurückzuführen ist.